# Супруги
Супруги ― два человека, принявшие брачные узы и зарегистрировавшие свои отношения в органах записи актов гражданского состояния.

## Традиции

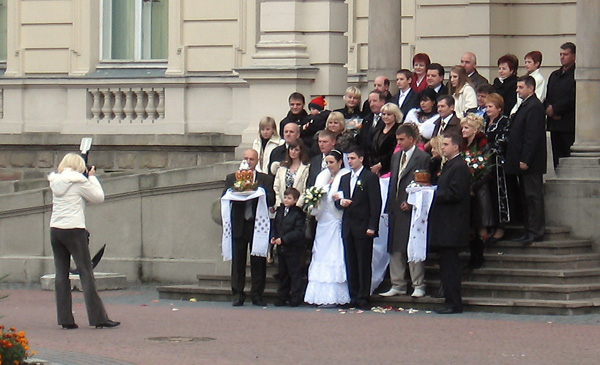
Фотографирование супругов и гостей возле ЗАГСа

По православной традиции супружеская чета носит свадебные кольца на безымянном пальце правой руки. При гибели супруга или при разводе кольцо перемещают на безымянный палец левой руки.
В католицизме традиция зеркальна — супруги надевают кольца после свадьбы на безымянный палец левой руки.
Пары, прошедшие обряд венчания в храме, нарекаются венчаными супругами.

## Конституция Российской Федерации
Статья 51 Конституции РФ даёт право супругам не свидетельствовать против друг друга.

## Разъяснение в толковых словарях
Толковый словарь Даля:
Супруг (мужск.), супруга(женск.) ― сопряженный браком, муж и жена, повенчанная чета; в семье, отец и мать, хозяин и хозяйка. Супруг и супруга почему-то почитается более вежливым, чем муж и жена. | Супруг волов. Лук. спряжка, чета, пара, ярмо. Супружник, -ница, церк. стар., нынче больше. шуточн. супруг, супруга. | Супружниче присный. Флп. сотрудник, либо помощник. Супругов, супругин, все, что лично их. Супружеский, к супружеству, браку и брачному состоянью относящ. Супружеская жизнь, женатая, замужняя, противопол. холостая и одинокая. Родня по супружеству, свойственик. Супружний, от супруг, чета: супружеский; от супружник: супругов. -жественый, супружеский.
Энциклопедический словарь Ф. А. Брокгауза и И. А. Ефрона (В 5 тт.):
Супруги (уголовное право). — Особые отношения, устанавливаемые браком между С., вызывают прежде всего необходимость освобождения одного из С. от наказания за укрывательство и недонесение о совершившемся преступлении другого; но эта льгота не распространяется на преступления государственные. Наказание одного из С. за недонесение о готовящемся преступлении другого уменьшается по усмотрению суда. Большая часть преступлений, совершаемых одним С. по отношению к другому, преследуется не иначе как по жалобе потерпевшего, причем допускается примирение; только наиболее тяжкие преступления (напр. убийство, лишение свободы и т. п.) преследуются в порядке публичного обвинения. При рассмотрении дела судом, вызванный в качестве свидетеля С. обвиняемого имеют право отказаться от дачи показаний, а в случай согласия дать показание допрашивается без присяги. Наконец, каждому из С. предоставлено право возбуждать ходатайство о возобновлении дела, по которому осужден другой С. Преступления против союза супружеского могут быть разделены на общие и особенные. К первым относятся: а) муже или женоубийство, 6) нанесение одним С. другому увечья, ран, тяжких побоев или иных истязаний и мучений, в) лишение свободы, г) побуждение или принуждение одним С. другого к преступлению — во всех этих случаях положенные в законе наказания возвышаются в мере или в степени (при лишении свободы — на 3 степени); д) сводничество мужьями своих жен — наказывается наравне со сводничеством родителями детей; е) нанесение одним С. другому не тяжких побоев и вообще насильственные действия одного С. над другим наказываются как простое насилие (реш. угол. кас. деп. 1870 г. № 1522), а оскорбление чести и угрозы между С. по нашему законодательству ненаказуемы (contra — Таганцев). Дела о краже мошенничестве и присвоении имущества между С. начинаются не иначе, как по жалобе потерпевшего, и могут быть оканчиваемы примирением. — К особенным преступлениям против союза супружеского относятся прелюбодеяние и жестокое обращение между С., которое предусматривалось ст. 1583 улож. о нак. изд. 1866 г., но законом 26 апр. 1871 г. исключено из кодекса